# Xanthorhoe comptaria
Xanthorhoe comptaria là một loài bướm đêm trong họ Geometridae.